# Византийский Египет

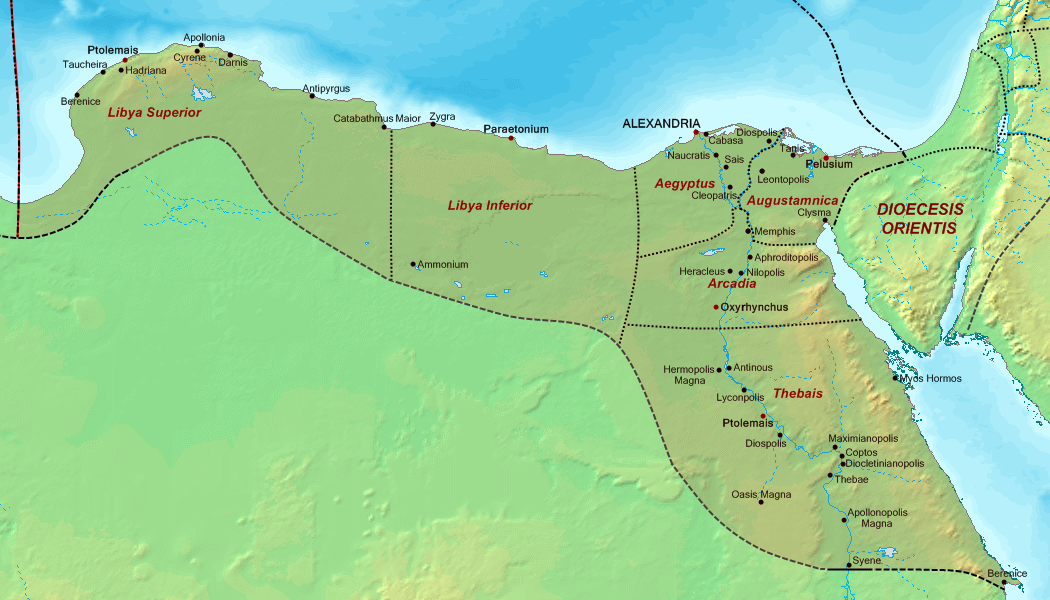
Восточные диоцезы к 400 году

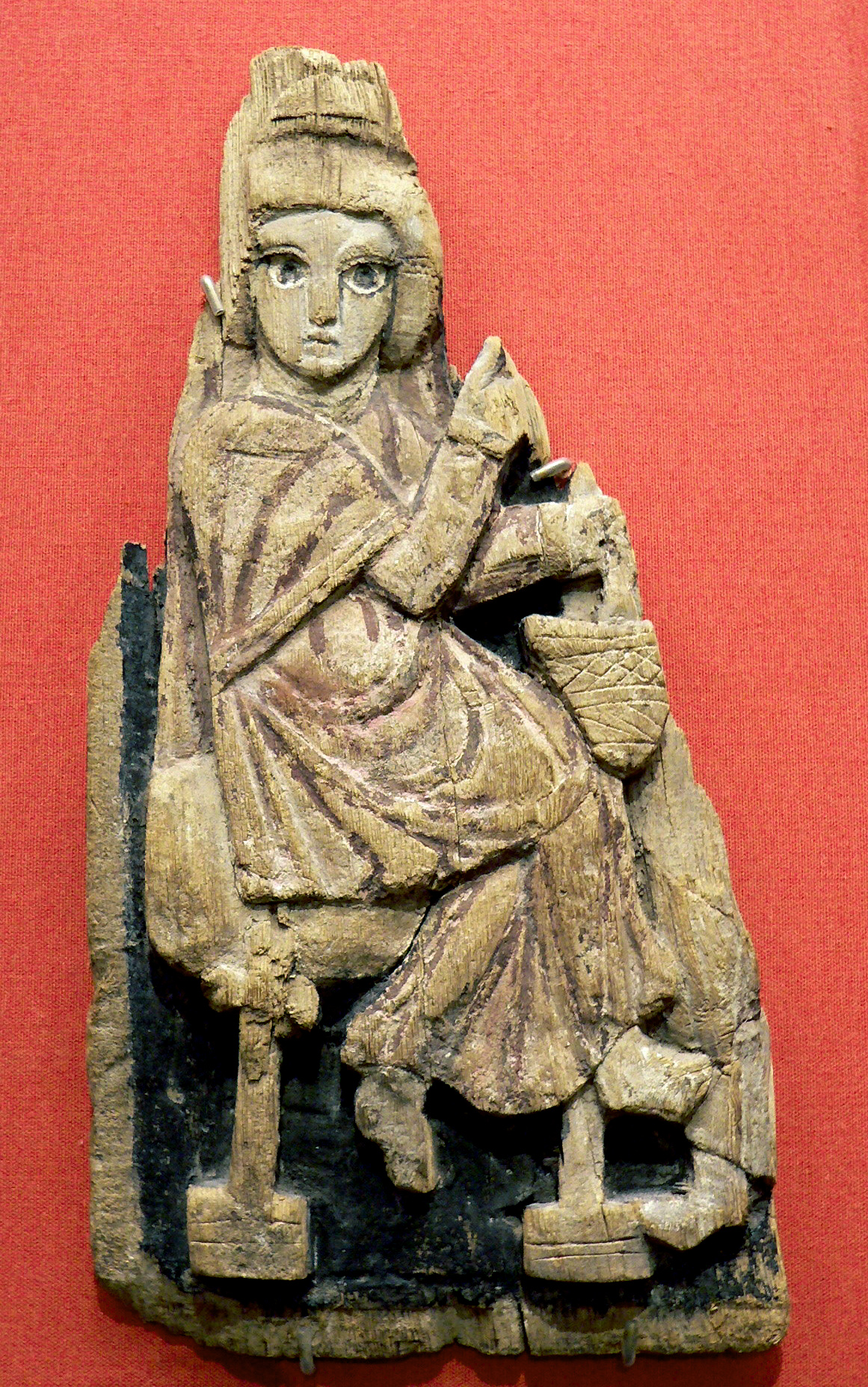
Богородица у Благовещения (конец V века н. э.)

Византийский период в истории Египта начался с раздела Римской империи в 395 году. Являясь продолжением позднеантичного периода римского Египта, византийский период закончился завоеванием этой провинции арабами в 646 году. Византийская эпоха в истории Египта была отмечена полной победой христианства над традиционными верованиями, ростом влияния александрийского патриарха, зарождением и распространением монастырей и киновий. В экономическом отношении Египет был чрезвычайно важен для империи — на начало VI века валовой объём его продукции оценивается в 20 000 000 солидов, провинция давала 3/8 налогов империи и 240 000 тонн пшеницы ежегодно.

## V век
В V веке продолжилось дробление государственного управления в Египте. Средний Египет выделен из провинции Августамника как провинция Аркадия, каждая из оставшихся провинций была разделена надвое. Около 440 года, как минимум в Верхней Фиваиде, произошёл возврат к диоклетиановой системе управления, когда дукс стал центром всей гражданской администрации из-за необходимости усиленного контроля за южными границами, страдающими от набегов блеммиев и нубийцев. Вероятно, в этот период происходит увеличение числа крупных землевладений, приобретших определяющее влияние в последующие столетия.
В правление префекта Ореста (ок. 412—415) в Египте произошло большое количество народных волнений и беспорядков, вызванных конфликтом префекта с епископом Кириллом. Об этих событиях подробно рассказывается в «Церковной истории» Сократа Схоластика. Согласно его версии, иудеи, поддерживаемые префектом, устроили в Александрии христианский погром, за что были изгнаны из города с конфискацией имущества. Затем конфликт между двумя руководителями города продолжился, когда некий монах Аммоний совершил нападение на префекта и был за это казнён, после чего толпа замучила учёную Гипатию, о которой было известно, что она часто вела беседы с Орестом.
Во второй половине V века Египет стал центром монофизитского учения с главным центром в Александрии, где власть патриархов, пользуясь удалённостью от метрополии была чрезвычайно велика. Двадцать лет после Эфесского собора были периодом доминирования Александрии на христианском востоке. Однако, когда в 451 году обнародовал свои решения Халкидонский собор, основа этого превосходства была уничтожена. Собор осудил монофизитство и установил новую иерархию церквей, в которой константинопольский патриарх занимал вторую позицию после папы римского, а александрийскому патриарху принадлежало только третье место. С этого времени монофизитство стало для населения Египта не только народным верованием, но и, наряду с особым языком, символом политической независимости от Римской империи.
Смещение преемник патриарха Кирилла, Диоскора, Халкидонским собором в 451 году начало период некоторой религиозной обособленности Египта от преимущественно православной метрополии. После смерти императора Маркиана в 457 году, египетские монофизиты, воспользовавшись отсутствием дукса в Александрии, убили патриарха Протерия и провозгласили новым патриархом монаха Тимофея. Мятеж был подавлен только путём совместных усилий дукса, префекта и специального эмиссара из Константинополя. Дальнейшая борьба православных с монофизитами описана у Евагрия Схоластика.
В правление императора Зенона произошло замещение местной администрации так называемой системой пагархий, более или менее соответствующей традиционным номам, управляемых местными куриалами в звании пагархов. Этот же император сделал крупные пожертвования монастырю св. Мины, а изданный им Энотикон, хотя и ценой акакианской схизмы, способствовал примирению умеренных сторонников обоих вероучений. Патриархом стал монофизит Пётр Монг, которому приходилось бороться со своими более радикальными единомышленниками акефалами, настаивающими на предании анафеме Халкидонского собора. При преемниках Петра Египет пребывал в относительном спокойствии, что, вероятно, было связано с большей склонностью императора Анастасия к монофизитству.
В этот период в Египте на первый план выдвинулось семейство Апионов, первый известный представитель которого, Феодосий Апион, был квартирмейстером в персидской кампании Анастасия.

## VI век
В начале VI века религиозные отношения, когда Анастасий стал настаивать на подписании епископами Энотикона, стали обостряться. Около 509 года, согласно «Хронографии» Феофана Исповедника, произошло крупное столкновение в Александрии между патриархом Иоанном Никиотом и военным командующим города, в ходе которого был сожжён дом патриарха. При следующем патриархе, Диоскоре II, в ходе волнений партий цирка против императора был убит августал и патриарху пришлось отправиться в Константинополь ходатайствовать о смягчении наказания для горожан. Оскорбляемый православными на всём своём пути, патриарх тем не менее смог добиться смягчения наказания для города.
Воцарение Юстина, на константинопольском троне в 518 году, означало новую эру в религиозной политике империи. Два предыдущих византийских императора, Зенон и Анастасий, придерживались монофизитского направления. Новый император провозгласил поворот к строгому халкидонизму. Были восстановлены отношения с папой римским и прекращена акакианская схизма, вернулись из изгнания защитники халкидонизма. Всё это стало сигналом к началу халкидонской реакции по всей империи, продолжавшейся и в начале правления Юстиниана. В этот период Египет стал убежищем для византийских монофизитов, которые, в свою очередь, делили свои симпатии между Севиром Антиохийским и Юлианом Геликарнасским.
Однако с течением времени первоначальная жёсткая анти-монофизитская политика была сбалансирована влиянием императрицы Феодоры. Очередное обострение религиозных отношений в империи произошло, когда в 535 году освободились одновременно престолы константинопольского и александрийского патриархатов. Последовавшая в связи с этим серия назначений и смещений патриархов привела к тому, что когда 536 году александрийский патриарх Феодосий был смещён, это не было признано миафизитами, что привело к появлению отдельной линии коптских патриархов (Коптская православная церковь). Это разделение сохраняется и по настоящее время. Эти церковные события сопровождались ожесточёнными столкновениями на улицах Александрии, в которых приняли участия войска, вернувшиеся с очередной персидской войны под командованием Нарсеса.
Всё это привело к ужесточению имперской политики в отношении Египта. Теперь александрийские патриархи назначались из Константинополя, а гражданское в рамках административной реформы стало централизованным. Должность префекта была объединена с должностью дукса, который стал править провинцией в ранге дукса августала. Аналогичные изменения произошли и в остальных египетских провинциях. На дукса Александрии эдиктом XIII была возложена особая обязанность по подготовке и отправке ежегодного каравана судов (aisia embole) с зерном.
Начиная с 540-х годов египетская политика империи, занятой войнами с Персией и остготами, снова становится более мягкой. С падением в 541 году Иоанна Каппадокийского местная администрация стала формироваться снова из местных уроженцев.

## Территориальное деление
Основным источником по административному делению византийского Египта является справочник должностей и военных подразделений Notitia Dignitatum, датируемая приблизительно 401 годом.
В 298 году провинция Египет была разделена на три провинции: Фиваида, лат. Aegyptus Jovia и лат. Aegyptus Herculia (Диоклетиан имел эпитет Jovius, то есть — Юпитеров, а Максимиан — Herculius, то есть — Геркулесов), которые вошли в диоцез Восток. Позже из этого диоцеза был выделен отдельный Диоцез Египет, делившийся на провинции:
- Египет (лат. Aegyptus) — территория Нижнего Египта с центром в Александрии; бывшая провинция Aegyptus Iovia.
- Августамника (лат. Augustamnica) — восточная часть дельты Нила (т. н. 13 городов) с центром в Мемфисе; бывшая провинция Aegyptus Herculia.
- Аркадия (лат. Arcadia) — территория между Фиваидой и Египтом;
- Фиваида (лат. Thebais) — Верхний Египет; Нубия южнее Фив была покинута;
- Верхняя Ливия (лат. Libya Superior) — западная часть Киренаики, включая ливийский Пентаполь
- Нижняя Ливия (лат. Libya Inferior) — восточная часть Киренаики.

Две ливийские провинции в современной историографии к Египту не причисляются. Такое деление оказалось достаточно стабильным и сохранялось как минимум до 448 года. Во главе всех провинций, кроме возглавляемой корректором Августамники, стоял презид. Позже Фиваида была поделена на две провинции — Фиваида I (Верхняя) и Фиваида II (Нижняя), Египет — Египет I и Египет II. Августамника была разделена на две провинции ещё до 539 года на Августамника I (Северная) и Августамника II (Южная).